# Topola
Topola (serbocroata cirílico: Топола) es un municipio y villa de Serbia perteneciente al distrito de Šumadija del centro del país.
En 2011 tiene 22 207 habitantes, de los cuales 4573 viven en la villa y el resto en las treinta pedanías del municipio. La mayoría de la población se compone étnicamente de serbios (21 602 habitantes).
Se ubica unos 25 km al noroeste de Kragujevac.

## Pedanías
Junto con Topola, pertenecen al municipio las siguientes pedanías (población en 2002):
- Belosavci (1182)
- Blaznava (591)
- Božurnja (672)
- Donja Šatornja (800)
- Donja Trešnjevica (304)
- Donja Trnava (921)
- Gornja Šatornja (558)
- Gornja Trnava (1736)
- Gorovič (319)
- Guriševci (153)
- Jarmenovci (563)
- Jelenac (375)
- Junkovac (945)
- Kloka (1146)
- Krćevac (775)
- Lipovac (558)
- Manojlovci (144)
- Maskar (236)
- Natalinci (834)
- Ovsište (630)
- Pavlovac (70)
- Plaskovac (559)
- Rajkovac (189)
- Šume (595)
- Svetlić (417)
- Topola (1363)
- Vinča (1176)
- Vojkovci (278)
- Žabare (1016)
- Zagorica (765)